# Pasadena (California)

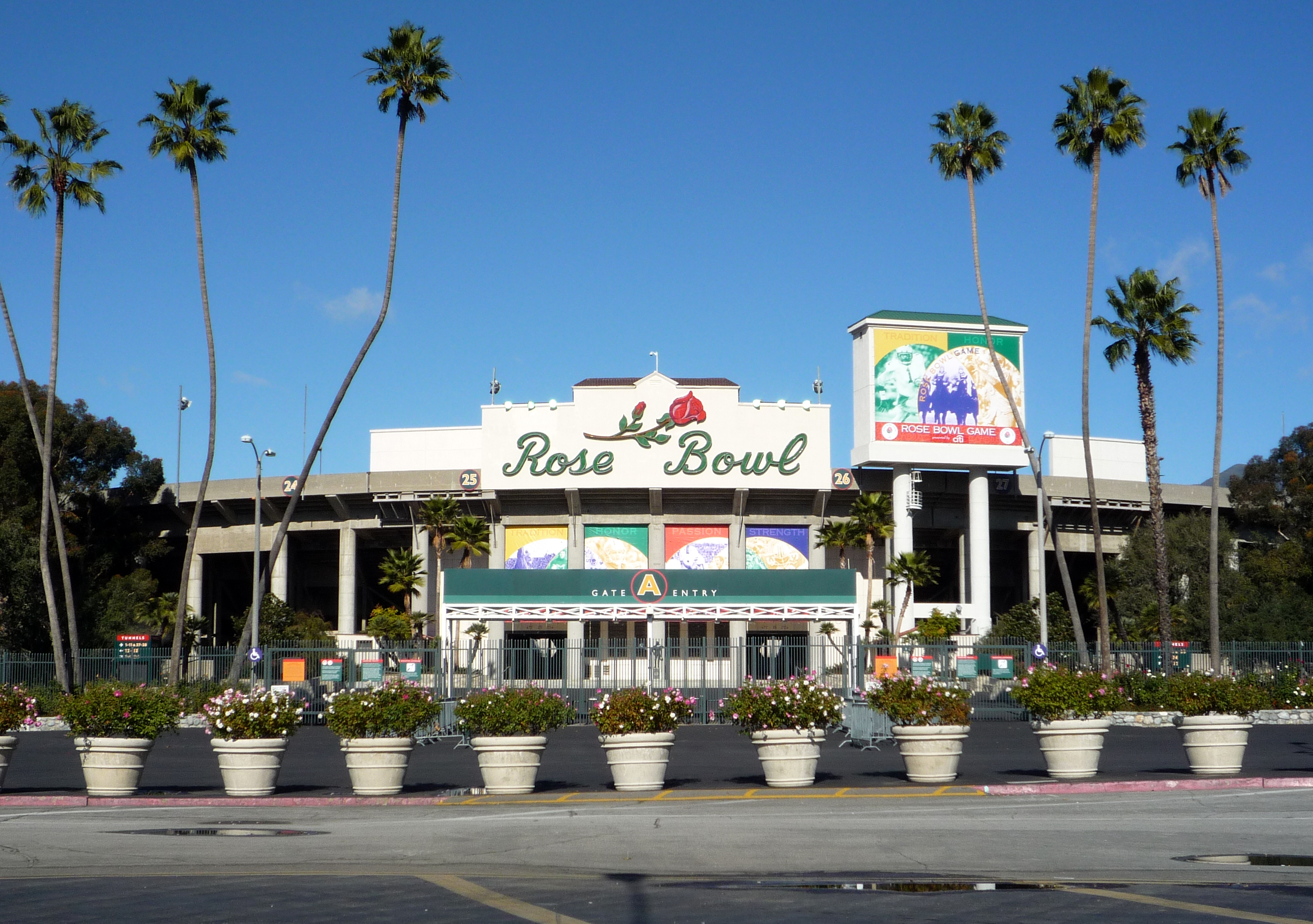
Rose Bowl.

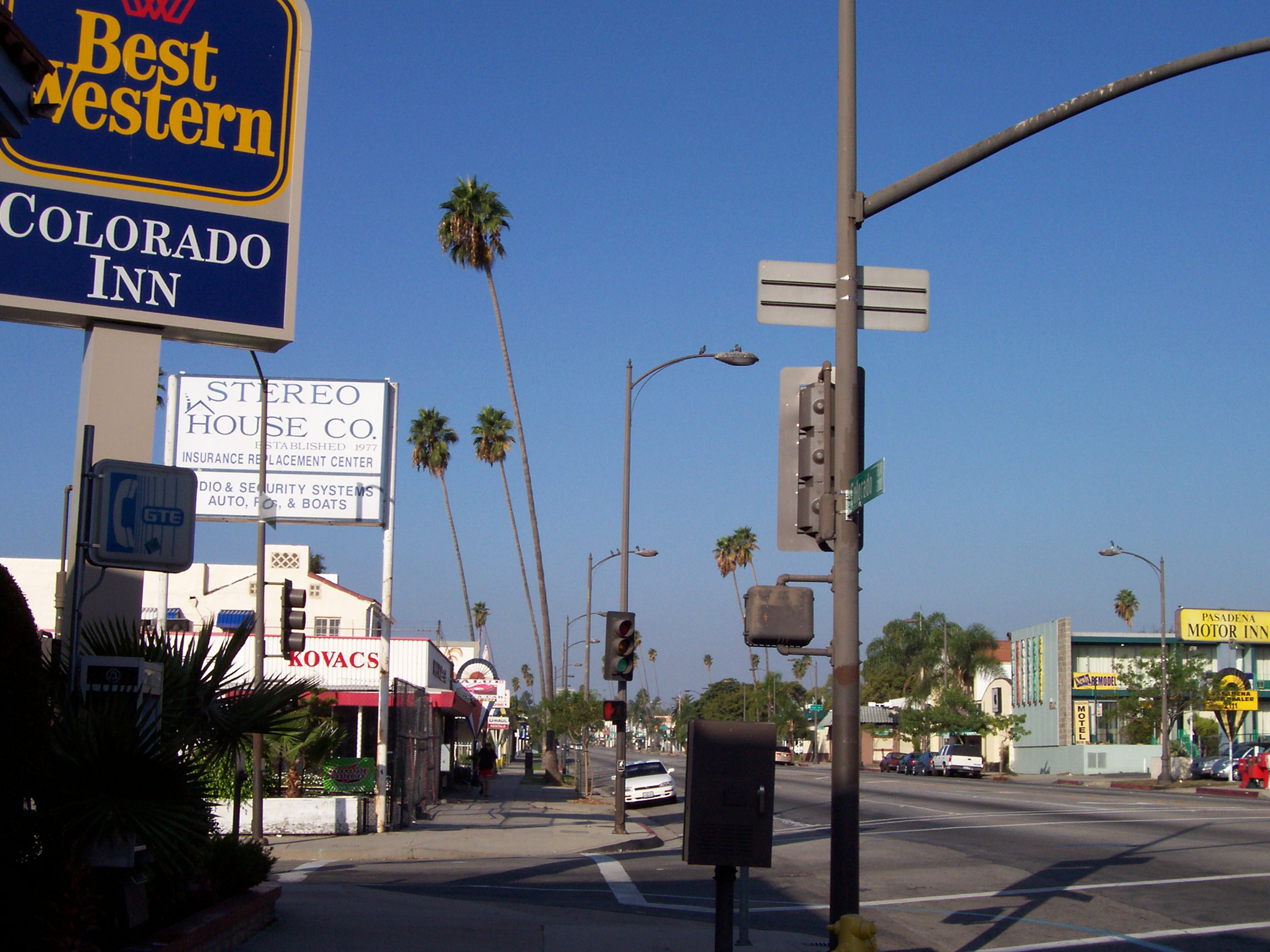
Colorado Blvd. es una de las principales calles de tiendas en Pasadena.

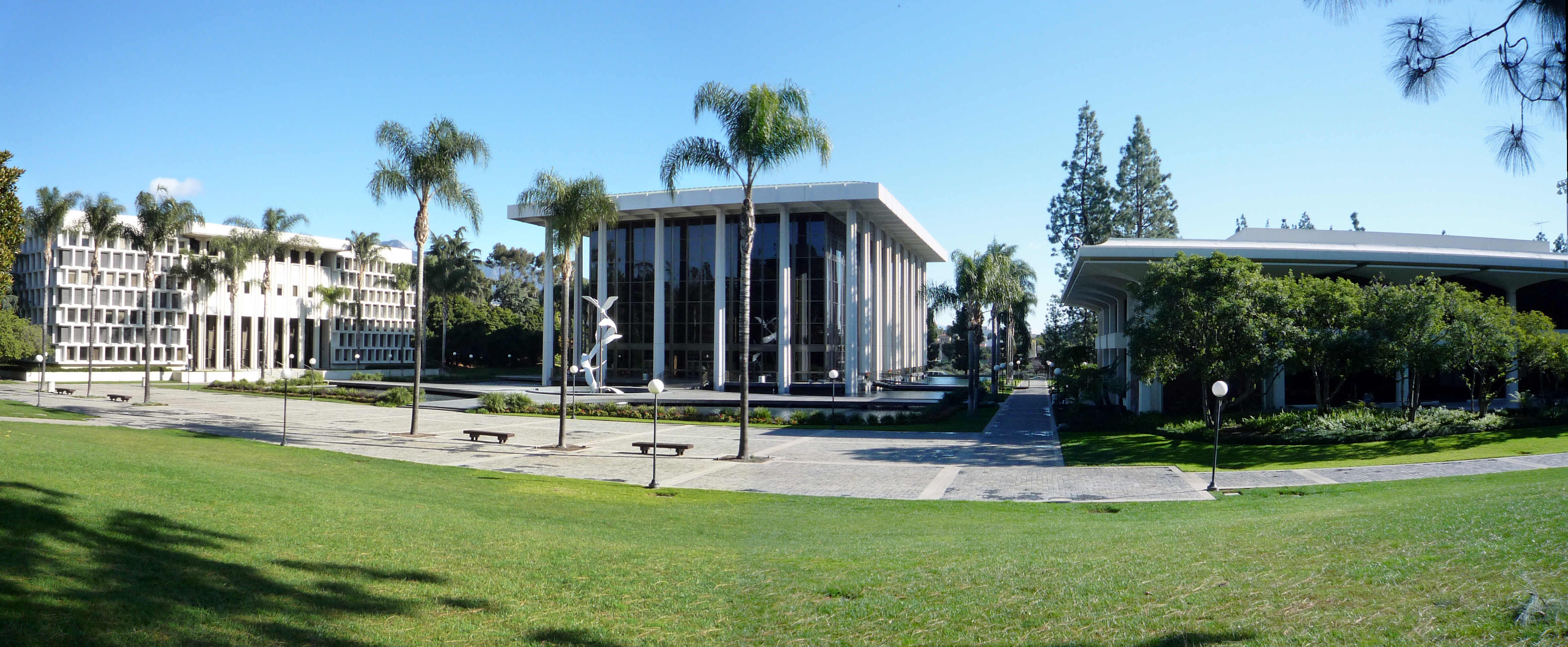
Antiguo campus del Ambassador College con el Ambassador Auditorium en el centro.

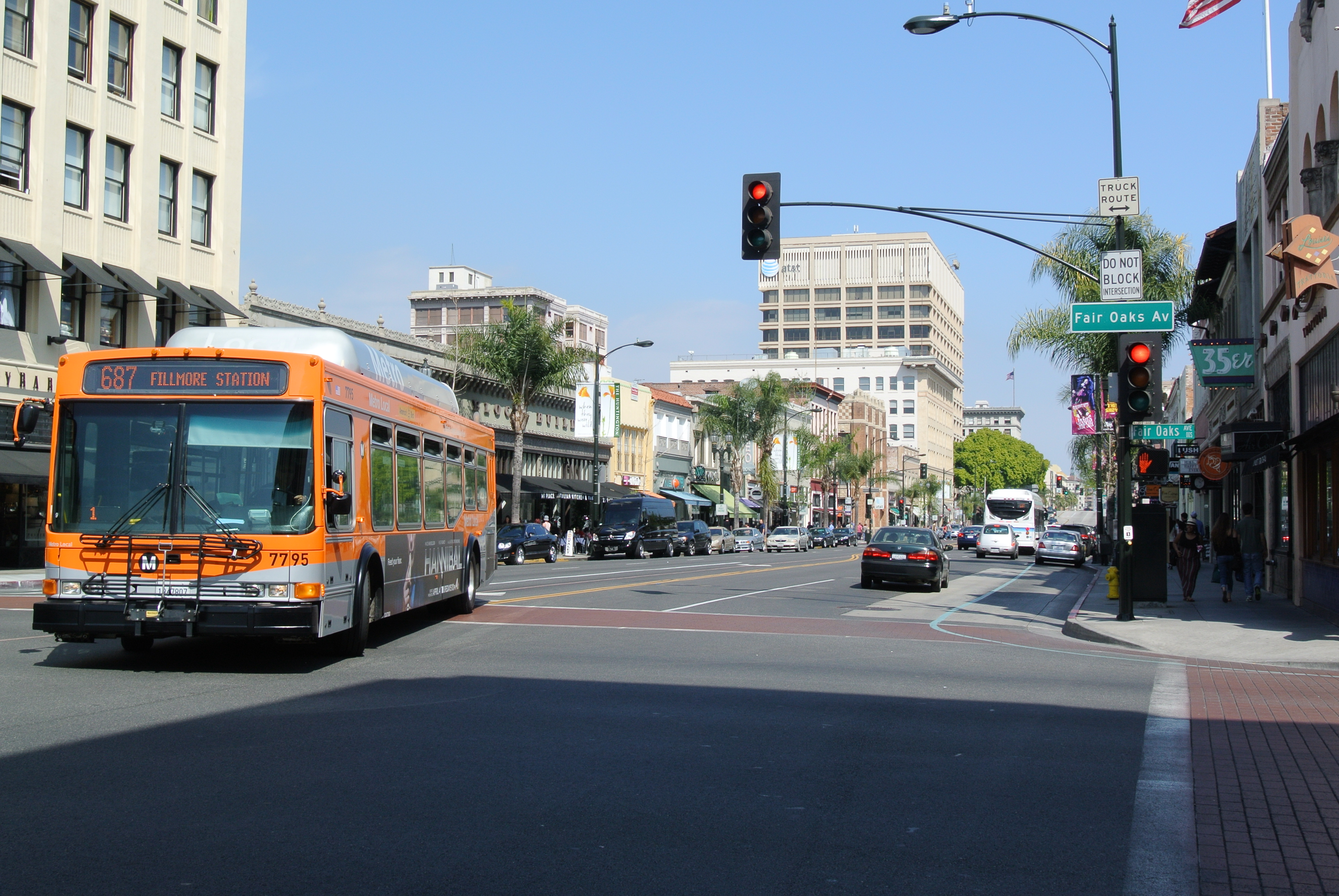
Old Town Pasadena

Pasadena, fundada en 1874, es una ciudad de Estados Unidos del condado de Los Ángeles en el estado estadounidense de California. En 2009 tenía una población de 143 667 habitantes y una densidad poblacional de 2477,1 personas por kilómetro cuadrado. Es la sexta ciudad más grande del condado.
Los habitantes originales de Pasadena fueron los indios Hhamogna, una rama de los Tongva. Como muchas otras ciudades californianas, Pasadena empezó siendo parte del territorio de una misión española, en este caso la Misión de San Gabriel Arcángel. El territorio pasó de España a México y fue finalmente traspasado a diferentes propietarios.
La ciudad que se terminaría convirtiendo en Pasadena fue fundada en 1873 por Thomas Elliot y un grupo de inmigrantes procedentes de Míchigan, Indiana e Illinois que buscaban un clima más cálido y tierra barata. Se supone que el origen del nombre de la ciudad procede del idioma de los indios chippewa y significa «corona del valle» aunque no está del todo claro. Pasadena fue una parada clave en la línea férrea que unía Atchison con Santa Fe lo que impulsó su crecimiento.
En 1886, Pasadena se incorpora como ciudad. Actualmente, los votantes eligen al alcalde desde la elección de 1999, mientras los concejales son electos según el distrito geográfico desde la elección de 1973.
Pasadena destaca por su Desfile del Torneo de las Rosas cada 1 de enero, el Rose Bowl de fútbol americano universitario, disputado también cada 1 de enero. Allí se encuentra la sede del Instituto Tecnológico de California, el Jet Propulsion Laboratory y el Museo Norton Simon, que alberga la colección del magnate del mismo nombre, quien fue marido de la actriz Jennifer Jones.
En Pasadena se disputó la final de la Copa Mundial de Fútbol de 1994. En dicha ciudad también fue formada la banda de hard rock Van Halen en 1972 y Autograph en 1983.

## Geografía
Según la Oficina del Censo, Pasadena tiene un área total de 60,0 kilómetros cuadrados, de la cual 59,8 kilómetros cuadrados es tierra y 0,2 kilómetros cuadrados (0,30 %) es agua.

### Barrios
| - Civic Center - Monk Hill - Old Pasadena - Banbury Oaks - Brookside Park/Arroyo Terrace - Devil's Head Gate - Garfield Heights - La Pintoresca - Lincoln-Villa - Linda Vista - Muir Heights - The Oaks - Orange Heights - Prospect Park - Villa Parke - Bungalow Heaven - Catalina Villas - Lexington Heights - Normandie Heights - Olive Heights - Washington Square - Brigden Ranch | - Casa Grande - Daisy Villa - East Washington Village - Jefferson Park - Victory Park - California Village - Chapman - Eaton Canyon - Hastings Ranch - Sierra Madre Villa - Allendale - Annandale - Bellefontaine/Governor Markham - Lower Arroyo - Raymond Hill/Arroyo Del Mar - Lamanda Park - Madison Heights - Marceline - Oak Knoll - Playhouse District - South Lake |

## Demografía
Según el censo del 2000  residían en la ciudad 133 936 personas, 51 844 hogares, y 29 862 familias. La densidad de población era de 2238,7 /km². Había 54 132 unidades habitacionales con una densidad media de 904, 8 /km². El mapa racial de la ciudad era 53,36 % blancos, 14,42 % negros o afroamericanos, 0,71 % americanos nativos, 10,00 % asiáticos, 0,10 % isleños del Pacífico, 16,01 % de otras razas, y 5,39 % de dos o más razas. El 33,40 % de la población era hispanos o iberoamericano de cualquier raza. 
Había 51 844 hogares de los cuales el 27,1 % tenían hijos menores de 18 años viviendo con ellos, el 41,2% eran parejas casadas viviendo juntas, el 12,1 % tenían un dueño de la casa que era una mujer sin marido y el 42,4 % no eran familias. El 33,7 % de todos los hogares eran de solteros y el 9,3% tenían alguien viviendo solo que era mayor de 65 años. El promedio de habitantes por hogar es de 2,52 y el tamaño medio de la familia era de 3,30. 
La población estaba repartida con el 23,1% menores de 18 años, el 9,3 % entre 18 y 24, el 34,9 % entre 25 y 44, el 20,6 % entre 45 y 64, y el 12,1 % de más de 65 años. La mediana de edad era de 34 años. Por cada 100 mujeres había 95,7 hombres. Por cada 100 mujeres de más de 18 años, había 93,0 hombres.
Los ingresos medios para un hogar en la ciudad eran de $46 012, y los ingresos medios para una familia eran $53 639. Los hombres tenían una media de ingresos de $41 120 contra los $36 435 de las mujeres. La renta per cápita para la ciudad era de $28 186. El 15,9 % de la población y el 11,6 % de las familias estaban por debajo de la línea de pobreza. Entre la población total, el 21,3 % de estos menores de 18 y el 10,5 % de estos de 65 o más estaban viviendo por debajo de la línea de la pobreza.

## Educación
El Distrito Escolar Unificado de Pasadena gestiona escuelas públicas. También están las escuelas privadas para los grados Jardín de Niños (Kindergarten) hasta el último año de preparatoria (12th grade). El Colegio de la Ciudad de Pasadena (Pasadena City College) es una institución pública, mientras el Instituto Tecnológico de California (Cal Tech) ofrece cursos en los campos de ciencia y tecnología y es una institución privada y el Art Center College of Design ofrece cursos en el arte.

## Cultura popular
Pasadena es el lugar donde transcurre la sitcom estadounidense The Big Bang Theory, Modern Family, y donde habitan sus personajes. También está situada en la ciudad la mansión de la matriarca Nora Walker de la serie Brothers & Sisters. Además, es la ciudad donde transcurre la trama de la película Proyecto X y donde reside Vernita Green con su familia en la película Kill Bill.

## Ciudades hermanadas
Pasadena tiene seis ciudades hermanas, designadas por Sister Cities International, Inc. (SCI): 
- Järvenpää, Finlandia
- Ludwigshafen am Rhein, Alemania
- Mishima, Japón
- Vanadzor, Armenia
- Distrito de Xicheng, Pekín, China
- Autlán de Navarro, Jalisco